# Kim Vanreusel
Kim Vanreusel (Antwerpen, 4 januari 1998) is een Belgisch alpiniskiester gespecialiseerd in de slalom en reuzenslalom.
Vanreusel nam als twintigjarige deel aan maar liefst vijf onderdelen van de Olympische Winterspelen 2018 in Pyeongchang. Tijdens de afdaling van het laatste onderdeel, de alpine combinatie, kwam ze zwaar ten val en liep ze complex knieletsel op.
Voor de Spelen van 2022 in Peking werd Vanreusel opnieuw door de Belgische skibond voorgedragen, omdat ze ver onder de limiet van het Internationaal Olympisch Comité, en vlak op de strengere Belgische limiet zat. Een week later dook ze daar ook effectief onder. Het Belgisch Olympisch en Interfederaal Comité koos ervoor om de limiet strikt te hanteren en Vanreusel thuis te laten. Het BOIC richtte zich op atleten die top acht uitslagen haalden.

## Resultaten

### Olympische Spelen
| Jaar | Plaats      | Resultaten                                                          |
| ---- | ----------- | ------------------------------------------------------------------- |
| 2018 | Pyeongchang | 30e Afdaling 39e Reuzenslalom 40e Slalom 40e Super G DNF Combinatie |

### Wereldkampioenschappen
| Jaar | Plaats               | Resultaten                                         |
| ---- | -------------------- | -------------------------------------------------- |
| 2017 | Sankt Moritz         | 42e Slalom 54e Reuzenslalom 9e Landenwedstrijd     |
| 2019 | Åre                  | 32e Slalom 47e Reuzenslalom 9e Landenwedstrijd     |
| 2021 | Cortina d'Ampezzo    | 29e Slalom DNF Reuzenslalom 15e Landenwedstrijd    |
| 2023 | Courchevel & Méribel | DNF 2e Slalom 33e Reuzenslalom 12e Landenwedstrijd |
| 2025 | Saalbach             | 35e Reuzenslalom                                   |

### Overige
2018
- 46e Europacupwedstrijd in  Melchsee Frutt op de slalom

2017
- 13e Wereldkampioenschappen voor junioren in  Ale op de slalom
- 34e Wereldkampioenschappen voor junioren in  Ale op de reuzeslalom
- 36e Wereldkampioenschappen voor junioren in  Ale op de super G
- 34e Europacupwedstrijd in  Kvitfjell op de reuzeslalom
- 26e Europacupwedstrijd in  Innichen op de reuzeslalom
- 68e Europacupwedstrijd in  Chatel op de super G
- 29e Europacupwedstrijd in  Melchsee Frutt op de slalom

2016
- 12e Olympische Jeugdwinterspelen op de slalom

2015
- 31e Europees Olympisch Jeugdfestival in  Vaduz op de slalom